# That Dress
That Dress est une robe noire de marque Versace portée par Elizabeth Hurley en compagnie d'Hugh Grant, lors de la première du film Quatre mariages et un enterrement en 1994 à Londres, et devenue un symbole de la mode des années 1990. 

## Historique
En 1994, Elizabeth Hurley alors âgée de vingt-neuf ans est encore une actrice mineure, presque inconnue,. Elle n'est « que la petite amie de Hugh Grant » ; celui-ci va rencontrer un succès important avec le film Quatre mariages et un enterrement. Elle l'accompagne lors de la première du film à Londres au Leicester Square Theatre (en) en 1994 vêtue d'une robe noire au décolleté très plongeant. Liz Hurley se fait remarquer, jusqu'à éclipser l'acteur. 
Cette longue robe-fourreau noire à quatre bretelles, collection printemps-été 1994, est en acétate de cellulose et viscoseimitant le crêpe de soie. Elle est ouverte sur le devant, attachée sur le côté seulement par de grosses épingles à nourrice de kilt, argentées et dorées, décorées du logo de la tête de Méduse en strass. La robe comporte des chaines elles aussi dorées — l'or étant la signature de la marque — servant à maintenir la robe en place ; elle est qualifiée de « neo-punk, »,. Une fois portée, celle-ci « expose plus le corps » qu'il ne le cache,. Elle est prêtée peu avant par Versace. Liz Hurley ne peut alors s'acheter une robe de soirée et contacte la marque, mais Versace répond qu'il n'y a plus aucune robe sauf une restante dans leur bureau de relation-presse ; l'actrice l'essaye et elle lui convient.
Au cours de sa carrière, Gianni Versace a parfaitement compris l'intérêt que présentent les stars, musiciens ou acteurs portant ses créations, pour la publicité de sa marque. De plus, la sexualité est omniprésente dans les créations du styliste italien. Le retentissement médiatique international de cette robe est considérable,, et développe immédiatement la notoriété de Elizabeth Hurley jusqu'à lui apporter une reconnaissance mondiale, et en faire un sex-symbol : « Son arrivée dans cette robe Versace a eu autant d'impact pour les lecteurs de la presse populaire que la Nativité pour les chrétiens : une étoile est née. »
Une copie de la robe est vendue par Harrods en 2007. Lady Gaga, proche de Donatella Versace, porte cette même robe deux décennies plus tard,,.
Ce vêtement est surnommé « That Dress »,,,, ou parfois « Robe épingles de nourrice ». Elle est sans doute la robe la plus connue de Gianni Versace, et va influencer plusieurs stylistes. Cet événement marque également symboliquement le début de la « culture des célébrités » qui s'affichent dans des créations de marques pour la promotion,. Elle fait partie des robes iconiques de l'histoire de la mode du XXe siècle,,, qui sont « à jamais gravées dans les mémoires. »